# ロレンソ・モロン・ガルシア
ロレン（Loren）こと、ロレンソ・ヘスス・モロン・ガルシア（Lorenzo Jesús Morón García  ,  1993年12月30日 - ）は、スペイン・アンダルシア州マラガ県マルベーリャ出身のプロサッカー選手。アリス・テッサロニキ所属。ポジションはFW。

## 経歴
地元マルベーリャの小さなチームのカンテラでユース時代を過ごした後、2012年にマルベーリャFCに入団。3軍にあたるウニオン・エステポナCFに送られ、9月1日のCDエル・パロ戦でプロデビュー。30日のベレスCF戦で、プロ初ゴールを決めた。2012-13シーズン途中にトップチームに昇格。
2014年7月8日、ベレスCFへのローン移籍が決定。テルセーラ・ディビシオンで21試合14得点を記録し、2015年1月29日にレアル・ベティスへの移籍が決定し、Bチームに登録された。
2016年6月20日、Bチームでの活躍が認められ、2018年までの契約を締結。その後もBチームでゴールを量産。
2018年1月30日、念願のトップチーム昇格を果たし、2021年までの延長契約に合意。2月3日のビジャレアルCF戦で念願のプリメーラ・ディビシオン初出場を果たし、いきなり2ゴールを記録。2017-18シーズンを15試合の出場ながら7ゴールを決め、ベティスのリーグ6位躍進に貢献した。
2021年8月25日、RCDエスパニョールへの1年間のローン移籍が発表された。12月1日、コパ・デル・レイ初戦では移籍後初ゴールを含むハットトリックを達成した。
2022-23シーズンはマヌエル・ペレグリーニ監督の指揮下では出場することはほとんどなかったものの、 2023年1月12日、リヤドで開催されたスーパーコパ・デ・エスパーニャ準決勝バルセロナ戦でナビル・フェキルに代わって途中出場すると、バックヒールで同点弾を決めた。19日、セグンダ・ディビシオンのUDラス・パルマスに6月末までの期限付き移籍をすることが発表された。
2023年7月19日、ラス・パルマスの1部昇格を支援した後、ベティスとの契約を解消。その後21日に、2025年6月までの2年契約でギリシャ・スーパーリーグのアリス・テッサロニキに加入することが発表された。

## 家族
- 父は元選手のロレンソ・モロン・ビスカイーノで、セビージャFCなどに所属した経験を持ち、引退後は下部リーグのチームの監督を務めている。